# Anjos (metrostation)
Anjos  is een metrostation aan de Groene lijn van de Metro van Lissabon. Het station is geopend op 28 september 1966. De perrons werden in 1982 verlengd en heropend op 15 november van dat jaar.
Het is gelegen aan de kruising Avenida Almirante Reis en de Rua de Angola.